# Belarmino Rivera
José Belarmino Rivera Jimminson (né le 5 février 1956 à San Pedro Sula au Honduras) est un joueur de football international hondurien, qui évoluait au poste de gardien de but.

## Biographie

### Carrière en sélection
Avec l'équipe du Honduras, il a joué 46 matchs (pour aucun but inscrit) entre 1980 et 1993. 
Il figure notamment dans le groupe des sélectionnés lors des Gold Cup de 1991 et de 1993.

## Palmarès
Honduras
- Gold Cup :
  - Finaliste : 1991

 CD Olimpia
- Championnat du Honduras :
  - Champion : 1977, 1982, 1984, 1993
- Coupe des champions de la CONCACAF :
  - Finaliste : 1985
- Copa Interclubes UNCAF :
  - Vainqueur : 1981